# Celtic Women International
A Celtic Women International (CWI) é uma organização sem fins lucrativos estadunidense, dedicada a "honrar, celebrar e promover as mulheres célticas e sua herança".

## História
A CWI foi fundada em Milwaukee, Wisconsin, em 30 de junho de 1997. Em outubro de 1998, foi realizada a primeira conferência internacional, com a presença de representantes de todas as sete nações celtas (incluindo nesse cálculo a Ilha de Man). Até 2001, o encontro foi realizado em Milwaukee. Em 2002 realizou-se em Nova Orleans, Louisiana e em 2003 em Toronto, Canadá.
A partir de 2004, a diretoria da CWI deixou de realizar encontros internacionais por conta dos custos elevados. Em vez deles, preferiu dirigir seu foco para a criação de seções regionais da organização.